# Angelika Wątor
Angelika Wątor (Będzin, 19 de febrero de 1994) es una deportista polaca que compite en esgrima, especialista en la modalidad de sable.
En los Juegos Europeos de Bakú 2015 obtuvo una medalla de oro en la prueba individual. Ganó una medalla de plata en el Campeonato Europeo de Esgrima de 2025, en la prueba por equipos.

## Palmarés internacional
| Juegos Europeos    | Juegos Europeos   | Juegos Europeos  | Juegos Europeos   |
| Año                | Lugar             | Medalla          | Prueba            |
| ------------------ | ----------------- | ---------------- | ----------------- |
| 2015               | Bakú (Azerbaiyán) | Medalla de oro   | Sable individual  |
| Campeonato Europeo |                   |                  |                   |
| Año                | Lugar             | Medalla          | Prueba            |
| 2025               | Génova (Italia)   | Medalla de plata | Sable por equipos |